# Skënderbegas
Skënderbegas  è una frazione del comune di Gramsh in Albania (prefettura di Elbasan).
Fino alla riforma amministrativa del 2015 era comune autonomo, dopo la riforma è stato accorpato, insieme agli ex-comuni di Kukur, Kushovë, Kodovjat, Lenie, Pishaj, Skënderbegas, Sult e Tunjë a costituire la municipalità di Gramsh.

## Località
Il comune era formato dall'insieme delle seguenti località:
- Skënderbegas
- Bletëz
- Ermenj
- Fushëz
- Harunas
- Kotkë
- Kullollas
- Lemnushë
- Nartë
- Siman
- Vidhan
- Zenelas